# Isla de Sacrificios
Isla Sacrificios är en ö i Mexiko. Den ligger i delstaten Veracruz, i den sydöstra delen av landet. Ön är en populär turistdestination för boende i närområdet.